# Hekuran Kryeziu
Hekuran Kryeziu  född 12 februari 1993 i Luzern, Schweiz är en schweizisk-kosovansk fotbollsspelare (mittfältare) som spelar för den schweiziska klubben Zürich.